# The Adicts
The Adicts is een Engelse punkband afkomstig uit Ipswich. Ze waren een van de meest populaire punkbands in de jaren 80.
The Adicts startte als Afterbirth & The Pinz in eind 1975, maar kort daarop werd de naam veranderd naar The Adicts. De groep werd bekend door hun A Clockwork Orange-imago en onderscheidde zich met hun melodische, uptempo muziek en lyrics van de andere punk bands. In de jaren 80 werd de bandnaam tijdelijk veranderd naar Fun Adicts en ADX.
De muziek van The Adicts heeft catchy melodieën en lyrics en vaak worden er extra instrumenten en soundclips gebruikt. Zoals een kindermolen, bij het nummer "How Sad", viool gespeeld door Dirick Cook in "Joker in the Pack", en gongs en keyboard percussie door Anthony Boyd in "Chinese Takeaway".